# Carabineros de Yungay
Carabineros de Yungay fue un regimiento de caballería del Ejército de Chile creado al comienzo de la Guerra del Pacífico cuyo primer escuadrón fue capturado en alta mar durante su traslado al teatro de operaciones  por la Armada de Perú. Su captura provocó protestas populares en Chile, la renuncia del ministro de defensa y la creación de un segundo escuadrón.

## Formación
Tras la Ocupación de Antofagasta por tropas chilenas en febrero de 1879 y los fallidos intentos de negociar una salida pacífica al conflicto, el 5 de abril Chile declaró la guerra a Perú y Bolivia que estaban secretamente unidos en el Tratado de Alianza Defensiva (Perú-Bolivia) de 1873. Durante la Campaña naval de la Guerra del Pacífico, ambos contendores trasladaron fuerzas terrestres a Tarapacá (Perú) y Antofagasta (ocupado por Chile) en espera de un desenlace favorable de la guerra naval.
El 8 de mayo de 1879 el gobierno chileno decretó la creación de un escuadrón de caballería de 240 hombres con el nombre de Carabineros de Yungay bajo el mando de Manuel Bulnes Pinto, connotado miembro de la aristocracia, hijo y sobrino de presidentes de Chile.

## Captura del TransporteRímac
El 19 de julio el escuadrón recibió la orden directa del presidente Aníbal Pinto de embarcarse hacia Antofagasta en el Transporte Rímac a pesar de la noticia que la Armada de Perú se encontraba en la zona del transporte. El día 23 de julio, a la altura de Antofagasta el Rimac fue capturado por la corbeta Unión de la armada de Perú.

## Desórdenes y crisis ministerial en Chile
Seis días más tarde se supo en Chile a través de la tripulación de un buque francés que el barco y el escuadrón habían sido capturados. Desórdenes se desataron en Santiago y Valparaíso que condujeron finalmente a la renuncia del ministro de guerra Basilio Urrutia y del intendente general del ejército y de la armada Eulogio Altamirano Aracena.
El largo camino de cautiverio del primer escuadrón, separados oficiales de la tropa, pasó por Arica, Tacna, Lima, Tarma, La Oroya, Puno y Arequipa. 
A fines del año 1879 ambos países beligerantes acordaron intercambiar prisioneros con la mediación de los representantes diplomáticos de Gran Bretaña. Los prisioneros intercambiados fueron, según Mario Fuentes Busch:
Los diplomáticos chilenos Domingo Godoy y Belisario Vial fueron canjeados por el coronel boliviano Francisco Villegas (capturado en la Batalla de Dolores) y el teniente Manuel Delgado.
Los tripulantes del Huáscar por los de la Esmeralda.
Tripulantes del Huáscar por la tripulación del Rímac y algunos miembros del Escuadrón Carabineros de Yungay.
Tripulantes de la Pilcomayo por tripulantes del transporte Rímac y tropa del Escuadrón Carabineros de Yungay. 
Quedaron en el Perú 19 soldados de Carabineros de Yungay, como consta en la Lista de Revista de Comisario firmada en Caldera el 15 de enero de 1880, por lo que se infiere que estos soldados fueron canjeados con posterioridad: 29 
Los prisioneros chilenos llegaron a Caldera el 22 de diciembre de 1879.

## Creación del escuadrón n°2
En parte para apaciguar los ánimos y demostrar temple, el gobierno creó el 4 de agosto de 1879 inmediatamente tras la captura un segundo escuadrón de caballería Carabineros de Yungay a las órdenes del Teniente coronel Emeterio Letelier.: 14 